# Дъглас (остров Ман)
Вижте пояснителната страница за други значения на Дъглас.
Дъглас е столица и най-голям град на остров Ман. Селището е центъра на острова за бизнес, финанси, пренос на стоки, транспорт, пазаруване и за развлечения. Тук се намира и правителството на остров Ман.

## География
Дъглас е разположен в източната част на острова близо до точката на сливане на две реки. В Дъглас реките преминават през кея и Дъглаския залив. Хълмове има на северозапад и югоизток.
Градът е заобиколен от няколко по-малки градове и села.

## Демография
Дъглас има население от 26 218 души при преброяването от 2006 г. (25 347 души за 2001), което е около една трета от населението на целия остров.